# Epitoxus asiaticus
Epitoxus asiaticus är en skalbaggsart som beskrevs av Vienna 1986. Epitoxus asiaticus ingår i släktet Epitoxus och familjen stumpbaggar. Inga underarter finns listade i Catalogue of Life.